# Drapetis distans
Drapetis distans är en tvåvingeart som beskrevs av Mario Bezzi 1904. Drapetis distans ingår i släktet Drapetis och familjen puckeldansflugor. Inga underarter finns listade i Catalogue of Life.